# Comté de Susquehanna
Le comté de Susquehanna est un comté américain de l'État de Pennsylvanie. Au recensement de 2020, le comté compte 38 434 habitants. Il a été créé le 21 février 1810, à partir du comté de Luzerne et tire son nom du fleuve Susquehanna. Le siège du comté se situe à Montrose.

## Démographie
| Groupe            | Comté de Susquehanna | Pennsylvanie | États-Unis |
| ----------------- | -------------------- | ------------ | ---------- |
| Blancs            | 93,14                | 73,5         | 58         |
| Latino-Américains | 2,2                  | 8,1          | 19         |
| Afro-Américains   | 0,4                  | 10,5         | 12,1       |
| Asiatiques        | 0,3                  | 3,4          | 6,2        |
| Métis             | 3,5                  | 3,3          | 4,1        |
| Autres            | 0,2                  | 0,4          | 0,5        |
| Amérindiens       | 0,1                  | 0,1          | 0,9        |
| Océano-américains | 0                    | 0,02         | 0,2        |
| Total             | 100                  | 100          | 100        |